# Eddie O'Keefe
Pour les articles homonymes, voir O'Keefe.
Eddie O'Keefe, né en 1988 à Elmhurst (Illinois), aux États-Unis, est un réalisateur, scénariste, producteur et acteur américain.
Il est surtout connu pour son travail sur la série télévisée When the Streetlights Go On (en).

## Biographie
Eddie O'Keefe naît à Elmhurst, dans l'Illinois. Il est diplômé du Collège Columbia de Chicago en 2010.
Il vit depuis 2020 à Los Angeles, en Californie, et enseigne la réalisation à l'American Film Institute.

### Vie privée
Depuis 2015, il est en couple avec l'actrice australienne Emily Browning rencontrée sur le tournage du film Shangri-La Suite et avec laquelle il se marie en 2023.

## Filmographie partielle

### Comme réalisateur

#### Au cinéma
- 2008 : Sun Sessions  (court métrage, également scénariste)
- 2011 : The Ghosts  (court métrage, également scénariste)
- 2016 : Shangri-La Suite (également scénariste)

#### À la télévision
- 2020 : When the Streetlights Go On (en)[2] (série télévisée, 10 épisodes, uniquement scénariste)

#### Clip musical
- 2012 : JJAMZ: Never Enough
- 2013 : Who Needs You
- 2017 : Black Francis

## Récompenses et distinctions

### Nominations
- Chicago International Film Festival 2011 : nomination au Gold Hugo pour The Ghosts
- Midwest Independent Film Festival (en) 2013 : Best of the Midwest Award du meilleur court métrage pour The Ghosts
- (en) Eddie O'Keefe: Awards, sur l'Internet Movie Database